# Сігойтія
Сігойтія (баск. Zigoitia (офіційна назва), ісп. Cigoitia) — муніципалітет в Іспанії, у складі автономної спільноти Країна Басків, у провінції Алава. Населення — 1649 осіб (2009).
Муніципалітет розташований на відстані близько 300 км на північ від Мадрида, 14 км на північ від Віторії.
На території муніципалітету розташовані такі населені пункти: Ларріноа, Акоста/Окойста, Аподака, Беррікано, Буруага, Ерібе, Ечабаррі-Ібінья, Ечагуен, Гопегі, Летона, Манурга, Мендароскета, Муруа, Олано, Ондатегі (адміністративний центр), Сайтегі, Сестафе.

## Демографія
Динаміка населення (INE ):

## Галерея зображень

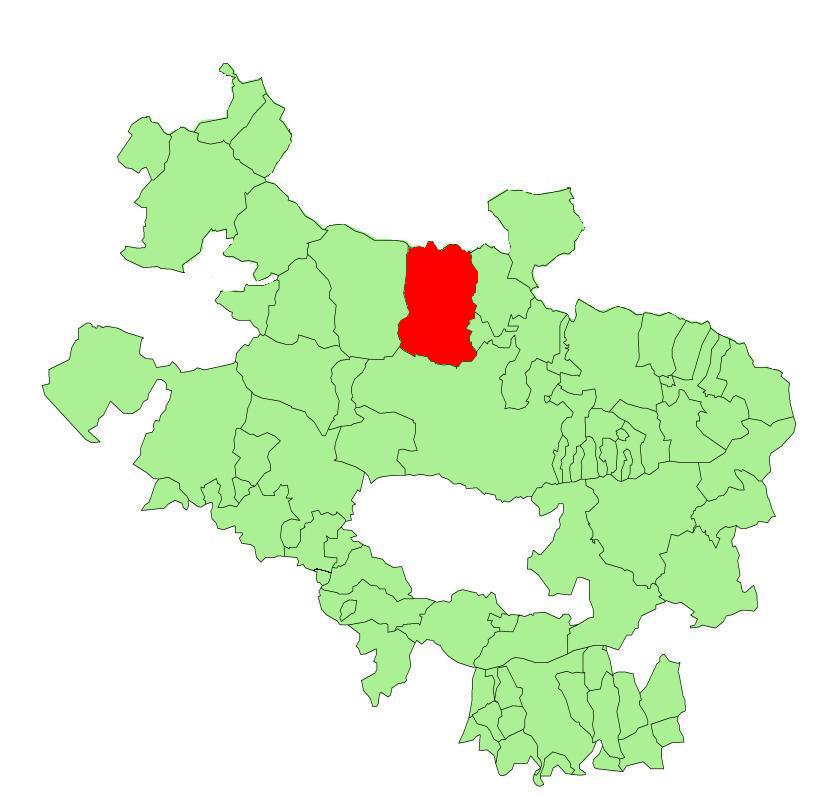
Розташування муніципалітету Сігойтія у провінції Алава